# Утоли моя печали (икона)
Ико́на Бо́жией Ма́тери «Утоли́ моя́ печа́ли» — икона Богородицы, почитаемая в Русской православной церкви чудотворной. Празднование иконе совершается 25 января (7 февраля).
Чтимые списки с иконы Божией Матери, именуемой «Утоли моя печали», находятся во многих храмах Москвы и других городов.

## История
Древняя икона Божией Матери находилась в городе Шклове Могилевской губернии. Её список с названием «Утоли моя печали» был привезён в Москву казаками в 1640 году (или в 1655 году) и находился в церкви Святителя Николая, что на Пупышах в Садовниках в Замоскворечье. По каким-то причинам позже икона была перенесена на колокольню и находилась в забвении. Прославление её относится ко второй половине XVIII века. Особенно много чудес произошло во время чумы 1771 года. В этой церкви хранились записи о многих чудесах, происходивших от чудотворной иконы Богоматери, но впоследствии пожаром все документальные свидетельства были уничтожены. Предание, однако, сохранило память о многих чудесных событиях, наиболее известным из которых является случай полного исцеления женщины знатного происхождения. Ей было явление Богородицы:

Но однажды во сне болящая увидела Божию Матерь, сказавшую ей: «Вели себя везти в Москву. Там, на Пупышеве, в храме Святого Николая, есть Мой образ с надписью: «Утоли моя печали», молись пред ним и получишь исцеление». При этом ей был показан и сам образ.

Согласно преданию, икону долго искали в храме, но не нашли и, лишь принеся все хранившиеся на колокольне храма иконы Божией Матери, среди них обнаружили одну с надписью «Утоли моя печали». Увидев её, больная, не имевшая до этого возможности даже пошевелить рукой, к удивлению всех, осенила себя крестным знамением. После молебна женщина приложилась к иконе и встала на ноги совершенно здоровой.
Этот случай положил начало почитанию иконы как чудотворной. Это чудо совершилось 25 января (5 февраля) 1760 года.
В настоящее время чудотворный образ Пресвятой Богородицы находится в Москве, в храме Святителя Николая Чудотворца в Кузнецах. В середине XX века была произведена реставрация иконы иконописцем, художником-реставратором и профессором ПСТГУ Ириной Васильевной Ватагиной.

## Иконография
На иконе, находящийся в храме Святителя Николая в Кузнецах, Божия Матерь изображена держащей правой рукой Младенца Христа, у которого в руках развернут свиток со словами:
Суд праведный судите, милость и щедроты творите кийждо искреннему своему; вдовицу и сиру не насильствуйте и злобу брату своему в сердце не творите.
Согласно этой надписи, Богородицу просили утолить не только печали и болезни, но и людское жестокосердие.
Левую руку Богоматерь приложила к своей голове, несколько склонённой набок, будто она прислушивается к молитвам всех обращающихся к ней в печалях и скорбях.
Духовный смысл, который соединяется с названием иконы Божией Матери «Утоли моя печали», точно передает тропарь иконе:
Утоли болезни многовоздыхающия души моея, утолившая всяку слезу от лица земли:
Ты бо человеком болезни отгониши и грешных скорби разрушаеши,
Тебе бо вси стяжахом надежду и утверждение, Пресвятая Мати Дево.
Многие списки иконы имеют подпись «Образ Пресвятыя Богородицы Утоли болезни», или же «Утоли болезни и печали». На некоторых списках изображение зеркально повернуто в другую сторону, надпись на свитке сокращена или другая.